# San đất

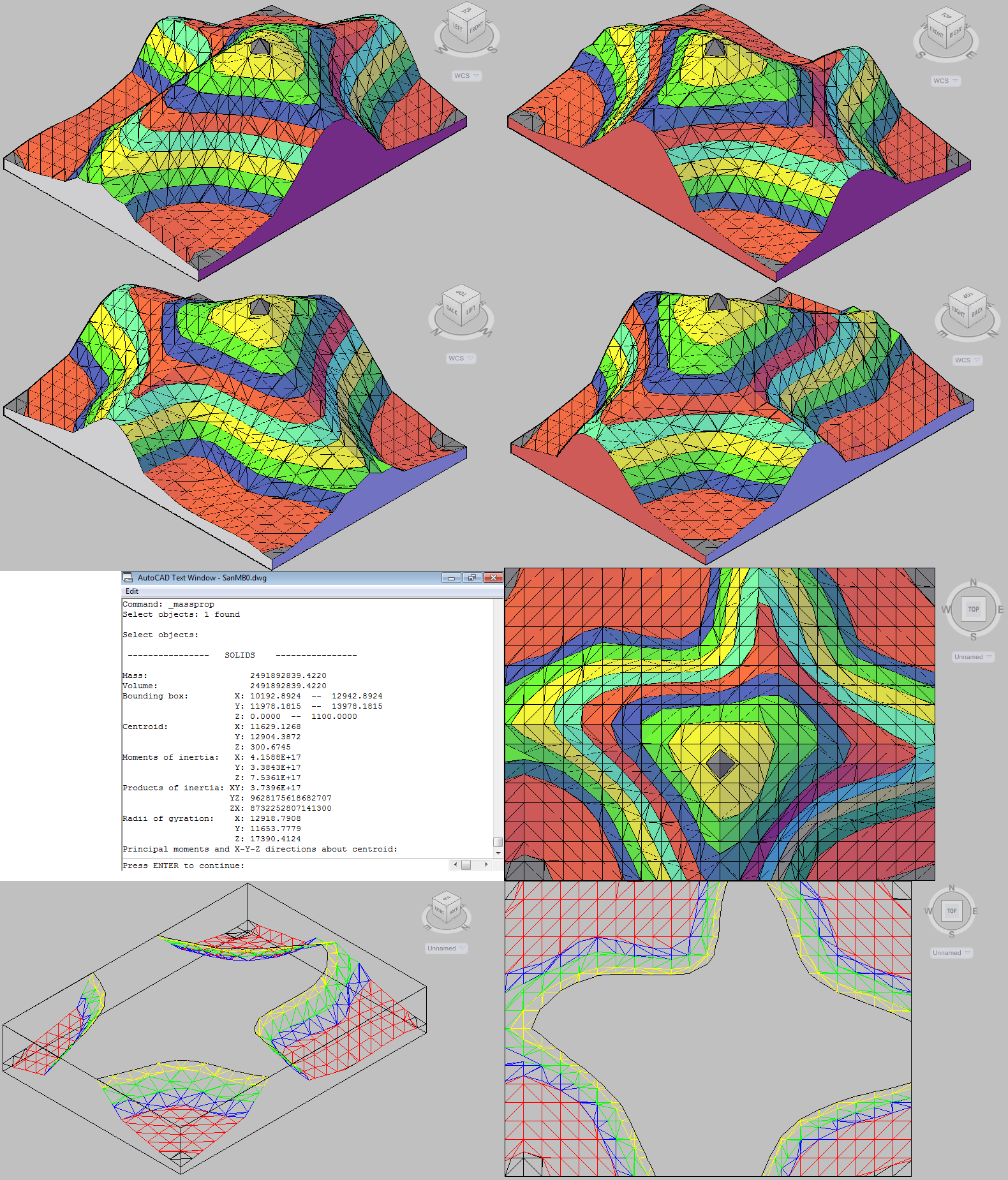
Mô hình mô phỏng địa hình tự nhiên trước san (dạng Mô hình thông tin xây dựng (BIM) và mô hình thiết kế san đất nền.

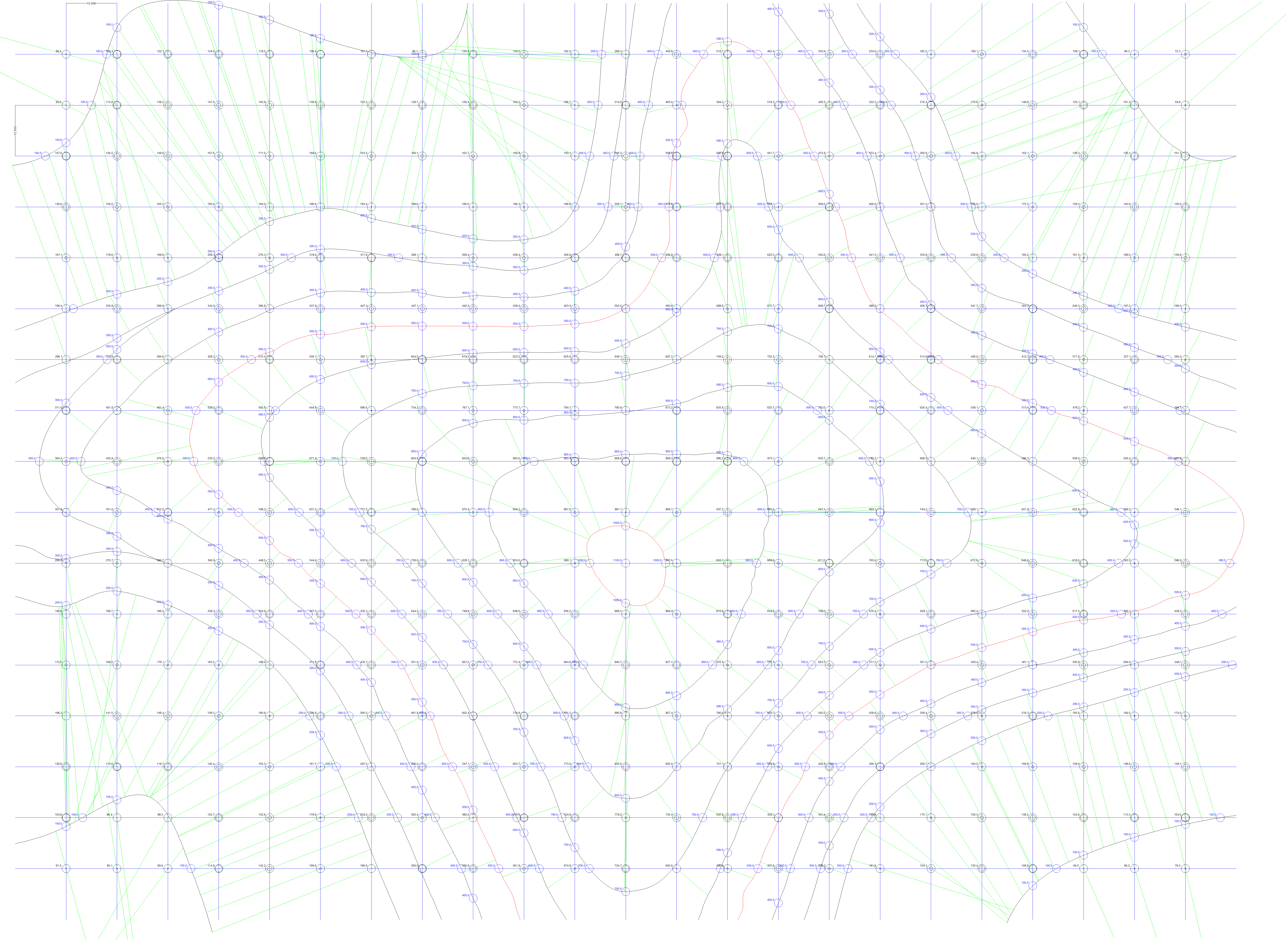
Mặt bằng cao độ tự nhiên của một thửa đất được quy hoạch san, dựa trên đường đồng mức (chia nhỏ tới 0,1 m cao độ) trong bản đồ địa hình, chia theo lưới ô vuông cạnh 12,5 m.

Công tác san đất, (land grading), hay còn gọi là san mặt bằng hoặc san lấp mặt bằng, là công việc thi công san phẳng nền đất một công trình xây dựng hay một mặt bằng quy hoạch, từ một mặt đất có địa hình tự nhiên cao thấp khác nhau. San phẳng là việc đào những chỗ đất cao nhất trong nội tại vùng đất đó vận chuyển đến các vùng thầp nhất và đắp vào những chỗ thấp đó, nhằm làm phẳng lại bề mặt địa hình vùng đất đó theo chủ định trước của con người (mặt thiết kế định trước, có kể đến độ dốc thoát nước bề mặt). Như vậy bản thân công tác san đất là một công tác đất (earthwork), thường bao gồm các công tác đào đất (cut or excavating), vận chuyển đất (earthmoving) và đắp đất hay lấp đất (fill).
Trong công tác san đất, đầu tiên, đất thi công chủ yếu được lấy ngay bên trong phạm vi công trường. Lượng đất thừa hay thiếu phải liên hệ với bên ngoài phạm vi công trường, thường chỉ là nguồn bổ trợ hay chỉ chiếm khối lượng nhỏ, hoặc thậm chí không có (như khi san cân bằng đào đắp).

## Phân loại
Thường có hai dạng công tác san đất:
- san theo điều kiện khống chế trước cốt cao độ mặt bằng sau san, mà không chú ý lắm đến khối lượng đất thừa hay thiếu,
- san theo yêu cầu về khối lượng đất khi san, bao gồm các trường hợp: san cân bằng khối lượng đào với đắp, san với điều kiện chủ định chừa ra một khối lượng đất sau san (đào nhiều hơn đắp) hoặc cố ý bổ sung thêm một lượng đất trước san (đắp nhiều hơn đào).

## Thiết kế thi công công tác san
Trong cả hai dạng công tác san, thì việc thiết kế thi công san đất đều đòi hỏi phải được thực kiện lần lượt qua hai bước cơ bản như sau:
- thiết kế mặt bằng san (bước này nhằm xác định khối lượng đất phải thi công, hướng và cự ly vận chuyển đất trung bình từ vùng đào sang vùng đắp trong nội bộ công trường.)
- thiết kế biện pháp thi công san (thiết kế biện pháp thi công cụ thể cho công tác san đất, sau khi đã biết được khối lượng đất phải thi công và cự ly vận chuyển chúng trong khi san)

### Thiết kế mặt bằng san

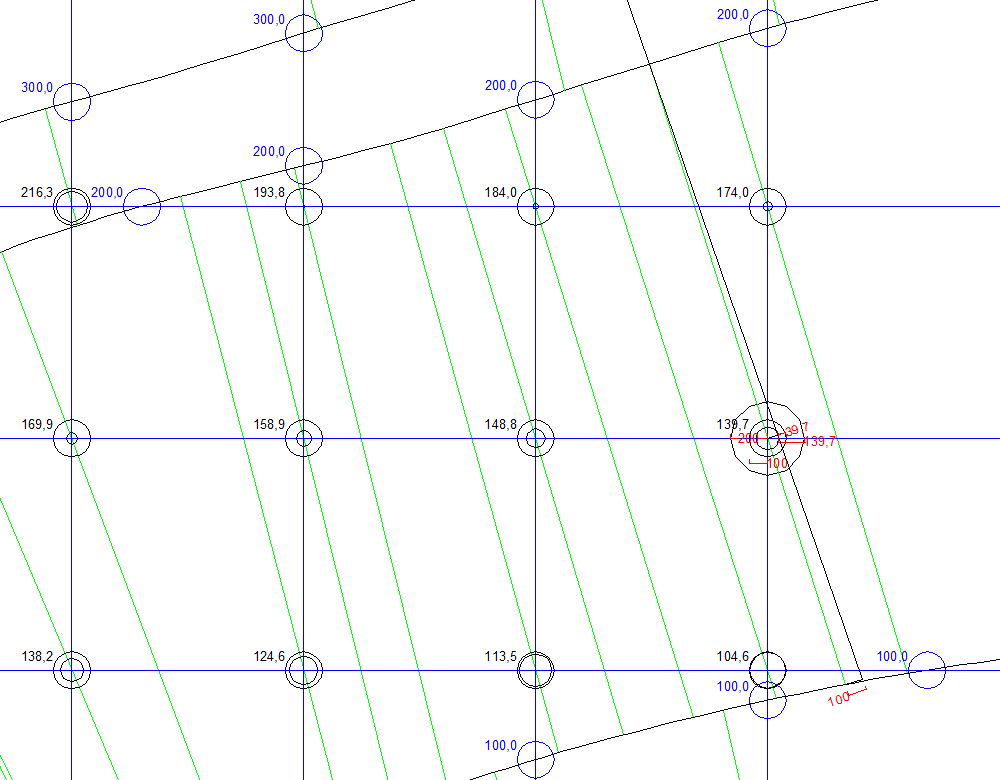
Cách xác định cao độ tự nhiên tại mắt lưới ô vuông thiết kế san, theo tỷ lệ khoảng cách đến 2 đường đồng mức hai bên.

Bản đồ địa hình có thể trực tiếp cho biết khái quát độ cao của mặt đất tự nhiên trong vùng địa hình, qua các đường đồng mức trong bản đồ. Tuy vậy, để tính toán khối lượng đất thi công chính xác đến mức có thể chấp nhận được thì cần phải xác định chi tiết cao độ của một loạt các điểm thuộc mặt đất tự nhiên, mà có thể không thuộc các đường đồng mức.

#### -Mô phỏng thực địa

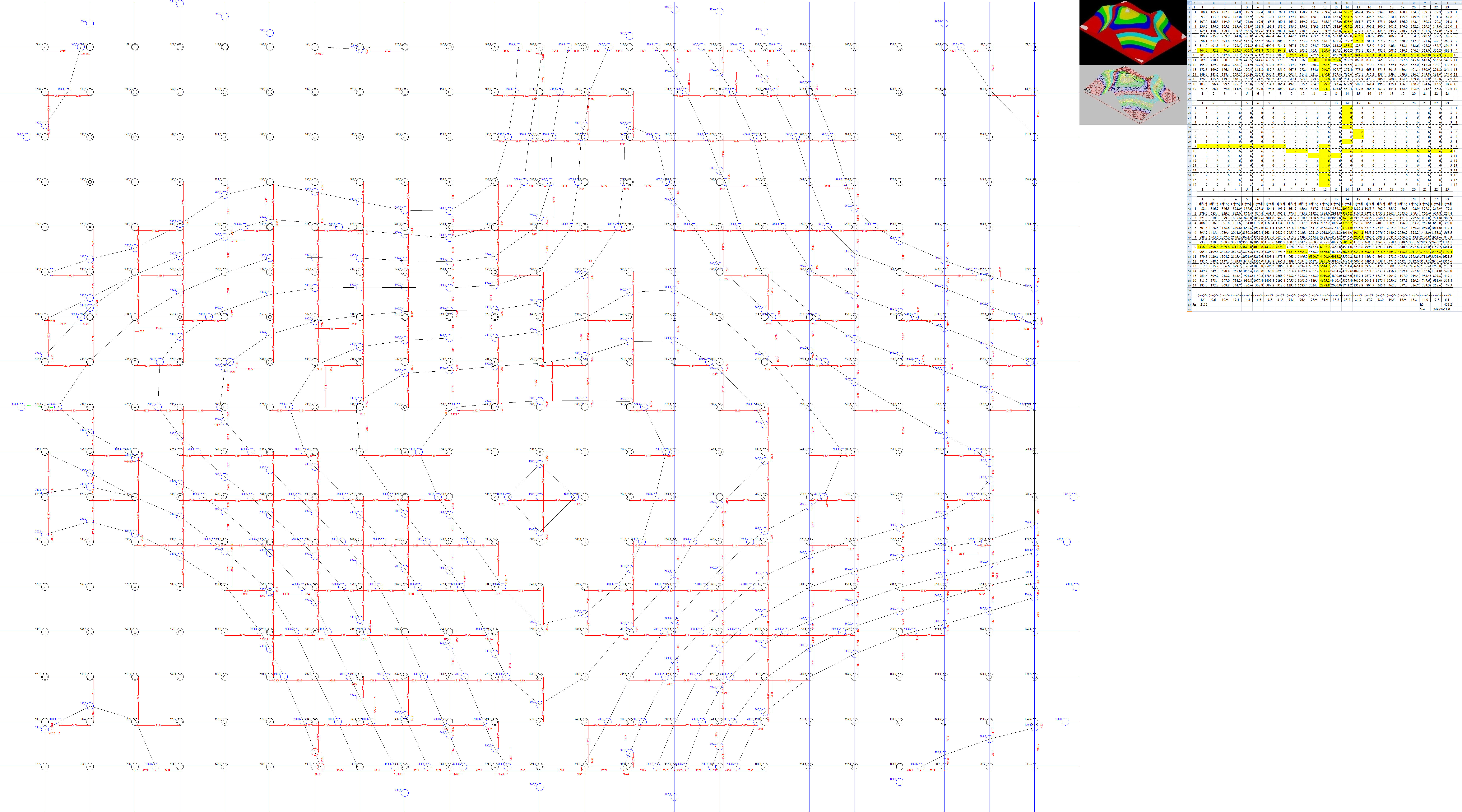
Vẽ lại gần đúng các đường đồng mức thành các đường gãy khúc qua các điểm đặc trưng giao cắt lưới ô vuông thiết kế san.

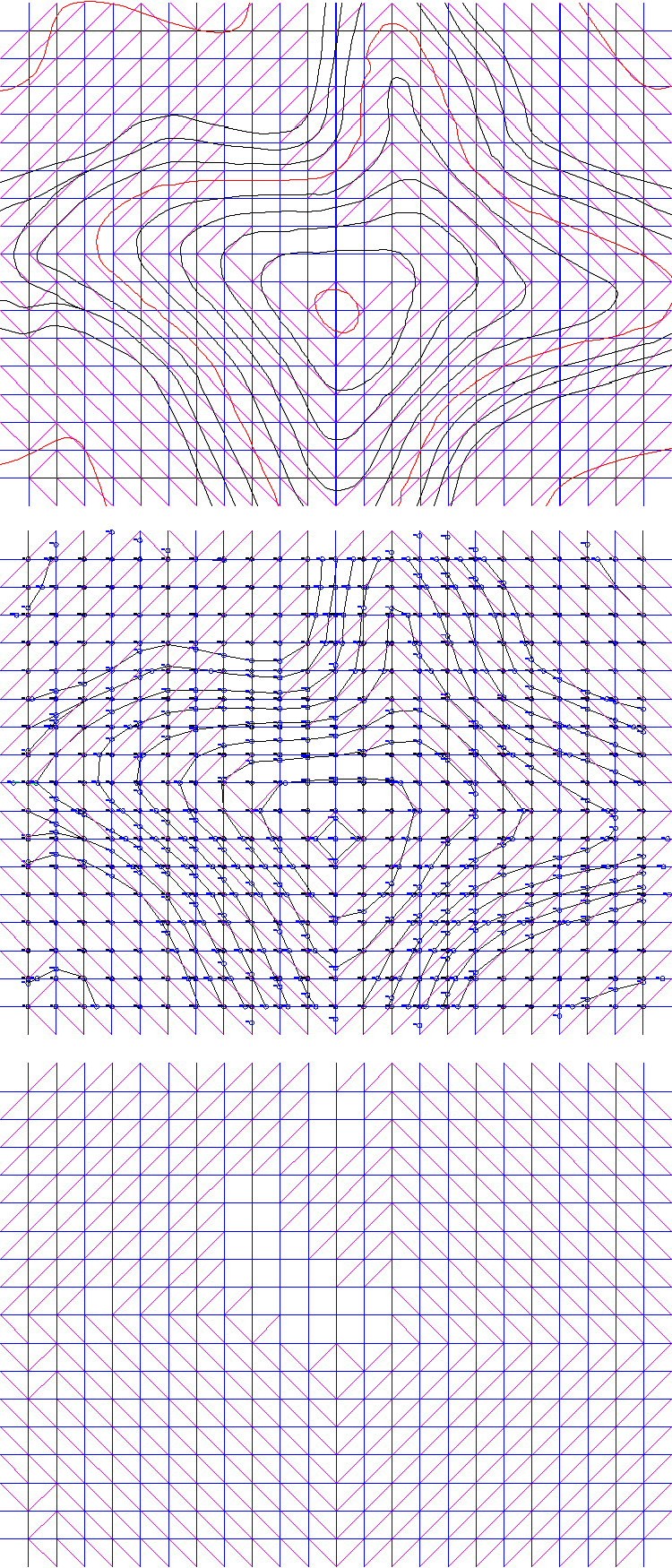
Lưới ô tam giác (tam giác vuông cân) để thiết kế mặt bằng san.

- Trường hợp địa hình khu vực mặt bằng san đơn giản nhất là trường hợp trên bản đồ địa hình của vùng, các đường đồng mức gần như thẳng và đồng thời song song với nhau. Trong trường hợp này, dùng một mặt cắt duy nhất cắt vuông góc qua tất cả các đường đồng mức có thể thể hiện toàn bộ cao độ của tất cả các điểm mặt đất tự nhiên trên khu vực mặt bằng được xét. Do đó việc xác định khối lượng đất trong trường hợp này đơn giản là việc tính toán khối tích của từng thỏi đất chạy dài và có tiết diện gần như không đổi. Đây được gọi là phương pháp xác định khối lượng đất theo mặt cắt.
- Trường hợp mặt bằng phức tạp hơn đó là trường hợp các đường đồng mức có hơi uốn lượn nhưng vẫn tương đối song song. Khi đó dùng một mặt cắt không thể đại diện hết được tất cả các cao độ của toàn bộ mặt bằng địa hình tự nhiên. Trường hợp này phải chia vùng mặt bằng định quy hoạch thành lưới ô vuông, dọc theo phương của đường đồng mức, với khoảng cách các mắt lưới đủ nhỏ để có thể chia nhỏ các đường đồng mức thành từng đoạn tương đối thẳng liên tục và có độ dài bằng nhau. Khi đó coi gần đúng mặt đất trong mỗi ô lưới là một mặt phẳng tạo bởi các cao độ mắt lưới. Các cao độ mắt lưới được xác định theo cách làm ở bài đường đồng mức. Khối tích của từng ô đất được tính bằng tích số giữa cao độ trung bình của các mắt lưới ở 4 góc ô với diện tích hình chiếu bằng của ô lưới. Đây được gọi là phương pháp xác định khối lượng đất theo lưới ô vuông.
- Trường hợp mặt bằng phức tạp nhất là khi các đường đồng mức cong uốn lượn mà không song song với nhau, khoảng cách giữa chúng thay đổi liên tục tại mọi vị trí. Trong trường hợp này mạng lưới ô vuông không thể mô phỏng được đúng hình dạng địa hình thực tế, vì trong mỗi ô mặt đất tự nhiên phức tạp nếu quy về một mặt phẳng thì sai số rất lớn (4 điểm mắt lưới nằm trên một tứ giác ghềnh, chứ không đồng phẳng). Khi này, để mô phỏng chính xác với địa hình thực tế hơn, thì trong mỗi ô vuông mặt đất tự nhiên được quy gần đúng về hai mặt phẳng nghiêng, (mỗi mặt tạo 3 trong 4 cao độ mắt lưới của ô vuông), có hình chiếu bằng là hai nửa ô vuông, hình tam giác vuông có chung cạnh huyền là đường chéo ô vuông. Chia lưới ô vuông theo các đường chéo của ô, sao cho các đường chéo này song song nhất với phương của đường đồng mức gần đó nhất, thì đảm bảo mô phỏng thực tế chính xác hơn. Khối tích của từng ô đất tam giác được tính bằng tích số giữa cao độ trung bình của các mắt lưới ở 3 góc ô với diện tích hình chiếu bằng của ô lưới tam giác. Đây được gọi là phương pháp xác định khối lượng đất theo lưới ô tam giác.

#### -Xác định mặt bằng thiết kế sau san
- Dạng san theo điều kiện khống chế trước cốt cao độ mặt bằng sau san: thì người chủ đầu tư thường khống chế trước cao độ trung bình của mặt băng san, nên nhà thầu không cần phải tính toán cao độ này.
- Dạng công tác san đất theo yêu cầu về khối lượng đất khi san:

San theo điều kiện cân bằng đào đắp (khối lượng đất ngoài V0=0): Khối lượng đất đào phải cân bằng với khối lượng đất đắp. Cũng có nghĩa là tổng khối lượng đất trên vùng mặt bằng quy hoạch, tính từ mặt thủy chuẩn trở lên, được phân bố lại trên cùng một diện tích hình chiếu bằng, với cao độ trung bình H0 so với mặt thủy chuẩn.
Nếu dùng phương pháp mặt cắt thì cao độ trung bình: H0=ΣSi/B
Với ΣSi là tổng diện tích tiết diện phía trên mặt thủy chuẩn, của mọi thỏi đất chạy dọc theo đường đồng mức trong vùng mặt bằng quy hoạch. Còn B là bề ngang của vùng quy hoạch (bề vuông góc với các đường đồng mức).
Nếu dùng phương pháp lưới ô vuông hay lưới ô tam giác, thì cao độ trung bình được tính bằng tỷ số giữa tổng khối tích của mọi ô lưới, tính từ mặt thủy chuẩn trở lên, với tổng diện tích hình chiếu bằng của vùng quy hoạch. Tổng khối tích của mọi ô lưới lại được tính qua các cao độ mắt lưới, tính từ mặt thủy chuẩn.
Trường hợp lưới ô vuông: H0=(ΣH(1)j+2ΣH(2)j+4ΣH(4)j)/4m
Trường hợp lưới ô tam giác: H0=(ΣH(1)j+2ΣH(2)j+3ΣH(3)j+...+6ΣH(6)j+...+8ΣH(8)j)/3n.
Với H(1)j, H(2)j, H(3)j, H(4)j,..., H(6)j,..., H(8)j, là các cao độ tự nhiên tại mắt lưới ô vuông mà có 1, 2, 4 ô vuông quy tụ xung quanh, hay các cao độ tự nhiên tại mắt lưới ô tam giác mà có 1, 2, 3,...,6,...,8 ô tam giác quy tụ xung quanh. Với m là tổng số các ô vuông có trong vùng mặt bằng quy hoạch. Còn n là tổng số các ô tam giác có trong vùng mặt bằng quy hoạch.
San với điều kiện chừa đất ra sau san, hay thêm đất từ ngoài khi san (khối lượng đất ngoài V0≠0): độ cao trung bình của mặt bằng san được tính bằng cao độ trung bình khi san cân bằng đào đắp có thêm hay bớt chênh lệch độ cao do lượng đất thêm vào hay bớt đi đem lại. Nếu khối lượng đất ngoài V0≠0 đã được xác định trước, thì khi đó cao độ trung bình H0 được tính theo các công thức sau:
Trường hợp lưới ô vuông: H0=((ΣH(1)j+2ΣH(2)j+4ΣH(4)j)/4m)±(V0/(ma²))
Trường hợp lưới ô tam giác: H0=((ΣH(1)j+2ΣH(2)j+3ΣH(3)j+...+6ΣH(6)j+...+8ΣH(8)j)/3n)±(2V0/(na²)).
Với a là khoảng cách các mắt lưới (cạnh hình chiếu bằng của ô lưới).
Tuy nhiên, nếu chỉ san toàn bộ mặt bằng theo cùng một cốt cao độ trung bình H0, thì không thể đảm bảo việc thoát nước chảy trên bề mặt khu quy hoạch (như nước mưa,...). Cần phải tạo cho khu vực quy hoạch thành những mặt dốc thoát nước, với độ dốc được quy định trước. Để tương quan khối lượng đất thi công không đổi, thì việc chỉnh mặt bằng san theo độ dốc thiết kế quanh cao độ trung bình H0 phải đảm bảo cân bằng đào đắp trong khi chỉnh độ dốc. Tại các điểm trọng tâm của mỗi mặt dốc thiết kế ta lấy cao độ thiết kế đúng bằng cao độ trung bình H0, sau đó chỉnh thêm và bớt các cao độ thiết kế ở hai phía của mỗi điểm trọng tâm trên, những lượng chênh cao tính theo tỷ lệ độ dốc, sao cho đảm bảo điều kiện cân bằng đào đắp. Cao độ thiết kế của các điểm hai bên điểm trọng tâm mặt dốc thiết kế là: 
htkj = H0±itkl0.
Với itk là độ dốc thiết kế cho trước theo trong nhiệm vụ thiết kế (%), và l0 là khoảng các từ điểm cần xác định cao độ thiết kế tới trọng tâm mặt dốc thiết kế.
Như vậy, đến đây đã xác định được chính xác mặt thiết kế sau san. Lúc này tại mọi vị trí của mặt bằng quy hoạch đều có hai cao độ: cao độ tự nhiên (của mặt đất tự nhiên htnj) và cao độ thiết kế (của mặt san thiết kế htkj).
Ngoài ra, để đảm bảo sự ổn định của các mái đất sau khi san ở cả phần đào lẫn phần đắp, tránh sạt lở công trình đất sau san, thì khi thiết kế mặt bằng san, cần phải thiết kế các mái ta-luy viền quanh mặt thiết kế sau san, theo độ dốc cho phép tới hạn. Độ dốc cho phép tới hạn là độ dốc tối đa mà mái ta-luy đất đào hay đắp có thể có, mà không gây ra sự trượt của mái đất.
Trong vùng mặt bằng san sẽ xuất hiện những đường ranh giới giữa các khu vực đào đất với các khu vực đắp đất, được gọi là ranh giới đào đắp O-O. Ranh giới O-O này là giao tuyến của mặt địa hình tự nhiên với mặt san thiết kế.

#### -Thiết kế an toàn mái dốc ta-luy
Theo lý thuyết cơ học đất của Nikolai Nikolaevich Maslov (1898-1986): 
- hệ số mái dốc ta-luy tgα = (tgψt)/m

tgψt = Ft = tgφ + C/Ptn = tgφ + C/(γH)
Trong đó: φ (o) là góc ma sát trong của đất đào hay đất thiết kế đắp ta-luy; C (T/m²) là lực dính của đất đào hay đất thiết kế đắp ta-luy; γ (T/m³) là dung trọng riêng của đất đào hay đất thiết kế đắp ta-luy; H (m) là chiều sâu cột đất đào hay đắp ta-luy (tính từ cao độ thiết kế đỉnh ta-luy đến cao độ chân ta luy (cũng là điểm xét hệ số mái dốc ta-luy), m (≥1) là hệ số ổn định mái dốc (trong trường hợp đào mái ta-luy đất liền thổ ổn định trên 10 năm lấy m=1, còn trường hợp đắp ta-luy lấy m=1,5-1,8).

#### -Tính toán khối lượng công tác
Độ cao công tác hctj của mỗi điểm trên mặt bằng quy hoạch là hiệu số giữa cao độ tự nhiên của điểm đó với cao độ thiết kế của điểm đó: hctj = htnj - htkj. Khu vực nào đó của mặt bằng quy hoạch là khu vực đào đất nếu như tất cả mọi độ cao công tác của các điểm trong khu vực đều có giá trị dương hctj > 0 (trong khu vực đó, mặt đất tự nhiên cao hơn mặt san thiết kế), và ngược lại, các khu vực đắp có độ cao công tác âm: hctj < 0 (trong khu vực đó, mặt đất tự nhiên thấp hơn mặt san thiết kế). Những chỗ có hctj = 0 thì nằm trên ranh giới đào đắp. Như vậy, tùy phương pháp mô phỏng mà ta có thể xác định được khối lượng đất công tác, theo đặc trưng của hình mô phỏng.
Với phương pháp mặt cắt, việc xác định khối lượng đất đào và đất đắp đơn giản là việc nhân từng phần diện tích tiết diện đất công tác, chính là các phần kẹp giữa hai đường: đường cao độ mặt đất tự nhiên và đường cao độ mặt đất thiết kế sau san, với lại chiều dài các thỏi đất (chiều dài dọc theo đường đồng mức của thửa đất cần san). Nếu phần diện tích tiết diện công tác nằm dưới đường cao độ mặt đất tự nhiên thì phần khối lượng đất đó là đất đào, còn ngược lại, phần diện tích này nằm trên đường cao độ tự nhiên thì là khối lượng đất đắp. Ranh giới đào đắp O-O, trong phương pháp này, chỉ là những giao điểm, trên mặt cắt điển hình, của hai đường: đường cao độ mặt đất tự nhiên và đường cao độ mặt đất thiết kế sau san.
Các phương pháp chia mạng ô vuông và mạng ô tam giác, khối lượng đất công tác được tính qua độ cao công tác ở vị trí các mắt ô lưới. Khi tính khối lượng công tác trên từng ô lưới, kể cả mạng ô vuông hay mạng ô tam giác, thì đều sẽ thấy rằng có ba loại ô lưới:
- loại ô có tất cả các độ cao công tác tại mắt lưới dương hctj > 0, là loại ô nằm hoàn toàn trong vùng đào;
- loại ô có tất cả các độ cao công tác tại mắt lưới âm hctj < 0, là loại ô nằm hoàn toàn trong vùng đắp;
- loại ô chứa cả mắt lưới có cao độ công tác vừa âm vừa dương, có cả mắt lưới có hctj > 0 lẫn mắt lưới có hctj < 0, là loại ô nằm đè lên ranh giới đào đắp O-O (ranh giới đào đắp cắt qua những ô này).

Với hai loại ô nằm hoàn toàn trong vùng đào hay vùng đắp, thì khối lượng công tác, (được tính như nhau nhưng trái dấu: ô đào thì dương còn ô đắp thì âm), bằng tích số giữa độ cao trung bình của 3 (trường hợp ô tam giác) hay 4 (trường hợp ô vuông) độ cao công tác tại các mắt lưới ở góc ô nhân với diện tích hình chiếu bằng của ô lưới.
- Mạng ô vuông: Vi = (hct1+hct2+hct3+hct4)a²/4
- Mạng ô tam giác: Vi = (hct1+hct2+hct3)a²/6

Với Vi là khối lượng công tác trong từng ô lưới, hctj là độ cao công tác tại mắt lưới thứ j của ô lưới.

Ô lưới tam giác vắt ngang đường O-O

Với loại ô nằm vắt ngang ranh giới đào đắp O-O: trường hợp mạng lưới ô vuông, khối lượng công tác ở mỗi ô vuông tính toán như tổ hợp của hai ô tam giác thông thường, như vậy ta chỉ cần xét tới mạng ô lưới tam giác mà thôi. Trong trường hợp này, chắc chắn một trong 3 đỉnh mắt ô lưới sẽ có độ cao công tác (gọi cao độ công tác đỉnh này là hct1) trái dấu với các cao độ công tác tại hai đỉnh còn lại (hct2, hct3). Đường ranh giới đào đắp O-O chia ô tam giác đang xét thành hai nửa: 
- Phía cao độ hct1 khối tích đất công tác có dạng một hình chóp tam giác (VchópΔ) với chiều cao là hct1, và được tính qua diện tích hình chiếu bằng SOO1. Qua biến đổi lượng giác SOO1 trở thành phụ thuộc vào các độ cao công tác tại các mắt ô lưới:

SOO1 = (hct1)²a²/2(hct1+hct2)(hct1+hct3).
Do đó, VchópΔ = (hct1)³a²/6(hct1+hct2)(hct1+hct3).

Cách tính phần còn lại của ô lưới tam giác nằn trên ranh giới O-O

- Phía các cao độ công tác hct2, hct3, có khối tích là V1 được tính thông qua việc thêm một hình trung gian V2, tạo ra bằng cách giả thiết nâng mặt đất tự nhiên lên cao thêm một lượng chênh cao là hct1. Hình trung gian V2 kết hợp với hình VchópΔ, tạo thành một lăng trụ tam giác có chiều cao là hct1. Gọi thể tính của hình chóp lớn nằm phía trên mức cao độ của ranh giới đào đắp O-O là:

Vchóp lớn = V1+V2.
Thêm VchópΔ vào ta có: V = Vchóp lớn+VchópΔ = V1+V2+VchópΔ = V1+Vlăng trụ.
Suy ra: V1 = Vchóp lớn+VchópΔ-Vlăng trụ.
Với Vlăng trụ =a²hct1/2.
Và Vchóp lớn = (2hct1+hct2+hct3)a²/6.
Như vậy là đã xác định xong từng phần khối lượng đất đào hoặc đắp của ô lưới tam giác nằm trên ranh giới đào đắp, đó là một trong hai thể tích: VchópΔ, V1.
Sau khi tính khối lượng đất cần công tác bên trong mặt bằng quy hoạch xong, thì cần phải xác định từng phần khối lượng của đất đào hoặc đắp của các mái ta-luy nằm xung quanh bên rìa mặt bằng san. Các khối lượng này cũng được phân làm hai loại: khối lượng ta-luy đào và khối lượng ta-luy đắp. Đất công tác của hai loại này được bù trừ lẫn nhau, lấy đất ở ta-luy đào để đắp sang ta-luy đắp. Tuy nhiên trong phần lớn các trường hợp, hai khối lượng này thường không cân bằng với nhau, khi đó lượng đất ta-luy thừa hay thiếu (thực ra mới chỉ là trong tính toán) được giả thiết là đem tôn đều lên trên toàn bộ mặt bằng san nếu thừa (kể cả trên mặt các mái ta-luy) hay bóc đất ở mặt bằng san đi đều một lượt chiều dày nhất định (kể cả trên các mái ta-luy) để bù vào nếu thiếu. Khi đó mặt thiết kế san, và khối lượng đào đắp tính toán cùng với ranh giới đào đắp sẽ thay đổi. Mặt thiết kế san mới song song với mặt thiết kế san cũ. Bài toán san trở thành san với một lượng V0 khác 0, và phải tính lặp nhiều lần cho đến khi đạt tới sự cân bằng đào đắp. Do đó trong thực tế thường ít có bài toán san nền cân bằng đào đắp thuần túy.
San đất theo điều kiện khống chế trước cao độ trung bình H0, mặt bằng thiết kế san đã được định trước, khối lượng đất công tác cũng được tính hoàn toàn giống như dạng san theo yêu cầu về khối lượng: đó chính là khối lượng kẹp giữa hai mặt đất tự nhiên và thiết kế sau san.

#### -Xác định cự ly vận chuyển trung bình

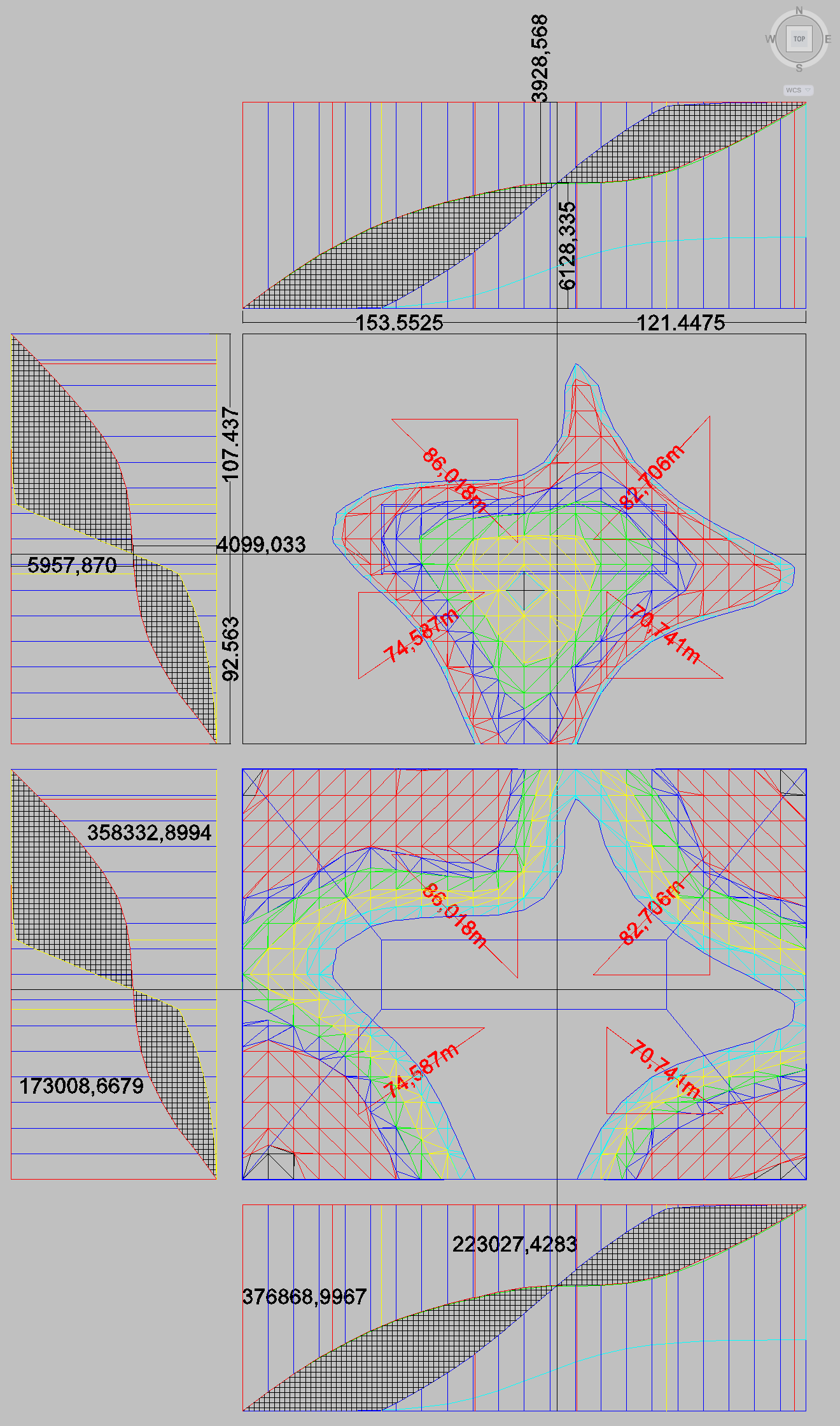
Biểu đồ công năng vận chuyển đất san từ vùng đào sang vùng đắp Cu-ti-nôp, qua đó để xác định cự ly vận chuyển trung bình và các hướng vận chuyển từ vùng đào sang vùng đắp.

Biểu đồ Cutinop là biểu đồ thể hiện công năng vận chuyển đất từ vùng đào sang vùng đắp của mặt bằng san theo 2 hướng dọc và ngang của mặt bằng.

### Thiết kế biện pháp san
Trong công tác san đất, các loại máy móc chuyên dụng vừa có khả năng đào vừa có khả năng vận chuyển, là nhóm máy san như: máy ủi, máy cạp, máy san,... là những sự lựa chọn thích hợp. Tuy nhiên, những máy này thường hạn chế bởi khả năng đào, nên nếu công việc san có kết hợp với việc đào đất hố móng với chiều sâu (hay chiều cao) đào lớn thì cần phải kết hợp các máy này với máy đào chuyên dụng, như máy đào gầu nghịch hay máy đào gầu thuận. Khi đó nhóm các máy san chủ yếu làm công đoạn san và vận chuyển đất từ vùng đào sang vùng đắp, còn các máy đào tập trung đào các hố đào sâu đổ đất lên bờ cho các máy san vận chuyển.

### Phần mềm thiết kế san
Các phần mềm thiết kế san đất gồm: 
- AutoCAD Land Desktop của hãng Autodesk, phần mềm chuyên dụng cho các công trình đất, hướng tới thiết lập Mô hình thông tin xây dựng (BIM) trong phần mềm AutoCAD Civil 3D.